# Порсуков, Артур Абдулмуслимович
Артур Абдулмуслимович Порсуков (5 октября 1978, с. Аксай, Хасавюртовский район, Дагестанская АССР, РСФСР, СССР) —  российский спортсмен, специализируется по ушу, двукратный чемпион России.

## Биография
Ушу-саньда начал заниматься в 1996 году. Тренировался у Багаутдина Чаптиева и Абдуллы Омарова. В сентябре 2001 года в Саратове стал серебряным призёром чемпионата России, уступив в финале Ахмеду Мусаеву. В 2002 и в 2004 году становился чемпионом России. В 2002 году на Кубке мира стал бронзовым призёром.

## Спортивные достижения
- Чемпионат России по ушу 2001 — ;
- Чемпионат России по ушу 2002 — ;
- Кубок мира по ушу 2002 — ;
- Чемпионат России по ушу 2004 — ;

## Личная жизнь
В 1995 году окончил школу в селе Тотурбийкала Хасавюртовского района Дагестана. В 2002 году окончил строительный факультет Дагестанского государственного технического университета.